# ドイツ民主共和国の国旗
ドイツ民主共和国の国旗（ドイツみんしゅきょうわこくのこっき）は、ドイツ民主共和国（東ドイツ）の国旗。ドイツ連邦共和国の国旗と同じく黒・赤・金の三色旗であるが、中央の紋章の有無が異なる。1990年のドイツ再統一に伴い、廃止された。
第二次世界大戦後、ドイツは東西に分割占領された。1948年には、黒白赤のドイツ帝国時代の旗を国旗とすることが検討されたが、1949年10月にソビエト占領地区が分断国家として独立する際に、西側と同じくワイマール共和国時代の黒・赤・金の三色旗が採用された。1959年10月に中央に紋章が追加された。

?1949年 - 1959年のドイツ民主共和国（東ドイツ）の国旗。現在のドイツ連邦共和国旗と同じ。
?1959年 - 1990年の国旗。1960年より人民海軍艦首旗、1973年より商船旗も兼ねた。
?1959年 - 1973年の商船旗
?縦掲揚用の国旗
?末期の民主化運動では、国旗中央の国章が切り取られて掲げられた

## 大統領旗等

ドイツ民主共和国大統領旗 (1951–1953)
ドイツ民主共和国大統領旗 (1953-1955)
ドイツ民主共和国大統領旗 (1955-1960)
ドイツ民主共和国国家評議会議長旗 (1960-1990)

## 軍旗等

?国家人民軍旗
??人民海軍軍艦旗
??人民海軍軍艦旗（補助艦艇用）
?ドイツ民主共和国国境警備隊の旗
?労働者階級戦闘団の旗

## その他の機関

国家保安省(シュタージ)旗
自由ドイツ青年団旗
エルンスト・テールマン・ピオネール（ドイツ語版）旗
自由ドイツ労働総同盟旗